# Ismedagã de Isim
Ismedagã (ou Išme-Dagān, do acádio: 𒀭𒅖𒈨𒀭𒁕𒃶; transl.:diš-me-dda-gan ) foi o quarto rei da Primeira Dinastia de Isim, de acordo com a Lista Real Sumeriana, e da Acádia e reinou por 18 anos. Foi filho de Idindagã e pai de Lipite-Istar, seu sucessor. 

## Reinado
Ismedagã se orgulhava de se chamar Rei dos Quatro Cantos. Há menções em seus títulos sobre algumas cidades importantes da região que provavelmente estavam sob o controle do Isim (Nipur, Ur, Eridu, Uruque) durante seu reinado. 
Em algumas referências considera Ismedagã como um deus, de acordo com o costume de culto ao imperador nos períodos da Terceira dinastia de Ur e nas dinastias de Isim e Elasar. Embora todos os quinze reis de Isim e os catorze reis de Elasar tenham nomes semíticos, e ambas as dinastias também sejam certamente semíticas, sua religião era suméria, e a deificação e a adoração dos reis são características da religião suméria e fundamentalmente opostas às concepções religiosas semíticas.
Ismedagã nomeou sua filha Enanatuma como sacerdotisa do deus da lua de Ur.